# John James Beckley
John James Beckley a été bibliothécaire du congrès de 1802 à 1807.

## Liens
- (en) Librarians Of Congress
- Notices d'autorité :   - VIAF
  - ISNI
  - LCCN
  - GND
  - Pays-Bas
  - Israël
  - NUKAT
  - WorldCat